# Rosa Estaràs
María Rosa Estaràs Ferragut (Valldemosa, 21 de octubre de 1965) es una política española del Partido Popular de las Islas Baleares. Es eurodiputada desde 2009. Ocupó diversos cargos políticos en el Gobierno de las Islas Baleares y fue diputada en el Congreso.

## Biografía
Es licenciada en Derecho por la Universidad de las Islas Baleares. En las elecciones autonómicas de mayo de 2007, fue la candidata a la presidencia del Consejo Insular de Mallorca por el PP.
A pesar de ser el PP la fuerza más votada (16 escaños), se queda a un solo escaño de la mayoría absoluta, y eso le impidió formar gobierno, tras la coalición de centro-izquierda que pactaron entre PSIB-PSOE (11 escaños), UM (3 escaños) y Bloc (3 escaños). Tras la dimisión, por ese mismo motivo, del líder Jaume Matas, Rosa Estarás se pone al frente del partido, como jefa de la oposición.
En 2008, tras los malos resultados obtenidos en las elecciones generales a escala balear, convoca un congreso que se celebra el 5 de julio, donde definitivamente es ratificada como presidenta del Partido Popular en Baleares al obtener el 66% de los votos de los compromisarios frente al 34% cosechado por su único rival del congreso, Carlos Delgado.
En 2009 fue número 10 en la lista del PP a las elecciones europeas, donde finalmente resultó ser elegida eurodiputada y consiguió que su partido fuera el más votado en Baleares, mejorando los resultados de las elecciones generales de 2008. En 2014 repite en la lista del PP para las elecciones europeas, ocupando el séptimo lugar. Desde entonces, es Vicepresidenta de la Comisión de Peticiones de la Eurocámara, además de miembro de la Comisión de Asuntos Jurídicos y de la Delegación en la Asamblea Paritaria ACP-UE. También es Suplente en las comisiones de Empleo y Asuntos Sociales, Transportes y Turismo y Derechos de la Mujer e Igualdad de Género, y de las Delegaciones en la Comisión Parlamentaria Cariforum-UE, en las Comisiones Parlamentarias de Cooperación UE-Armenia y UE-Azerbaiyán y en la Comisión Parlamentaria de Asociación UE-Georgia, en la Asamblea Parlamentaria Euro-Latinoamericana y en la Asamblea Parlamentaria Euronest .
En 2016, la eurodiputada apoyó la propuesta presentada por Manfred Weber, líder de Grupo del Partido Popular Europeo (Demócrata-Cristianos), de que todos los ciudadanos europeos reciban un billete de Interrail gratuito al cumplir la mayoría de edad.

## Trayectoria política
- 1991 - 1993: directora general de Relaciones Institucionales del Gobierno Balear.
- 1991 - 1999: teniente de alcalde de Urbanismo y Cultura en el Ayuntamiento de Valdemosa.
- Consejera adjunta a la Presidencia del Gobierno en abril de 1993, y dos meses después, vicepresidenta y portavoz del Gobierno Balear, cargos que ejerce hasta 1995, año en el que es elegida diputada en las elecciones autonómicas.
- 1995 - 2000: diputada del Parlamento de las Islas Baleares y consejera del Consejo Insular de Mallorca.
- 2000 - 2003: jefa de la Oposición en el Parlamento Balear y portavoz del Grupo Popular.
- 2003 - 2007: vicepresidenta y consejera de Presidencia y Relaciones Institucionales del Gobierno Balear con la presidencia de Jaume Matas.
- 2007-2009: jefa de la oposición en el Parlamento Balear.
- Desde 2009: Eurodiputada, miembro de la Comisión de Desarrollo Regional.
- Desde 2014: Eurodiputada, vicepresidenta de la Comisión de Peticiones.